# Olympische Jugend-Sommerspiele 2018/Teilnehmer (Marokko)
| Gelbes Symbol für Goldmedaillen mit stilisierten Olympischen Ringen | Graues Symbol für Silbermedaillen mit stilisierten Olympischen Ringen | Braundes Symbol für Bronzemedaillen mit stilisierten Olympischen Ringen |
| ------------------------------------------------------------------- | --------------------------------------------------------------------- | ----------------------------------------------------------------------- |
| 1                                                                   | 5                                                                     | 1                                                                       |

Die Jugend-Olympiamannschaft aus Marokko für die III. Olympischen Jugend-Sommerspiele vom 6. bis 18. Oktober 2018 in Buenos Aires (Argentinien) bestand aus 20 Athleten.

## Athleten nach Sportarten

### Boxen
| Mädchen - Hind Moustakim Federgewicht: 5. Platz | Jungen - Abdessamad Abbaz Bantamgewicht: 4. Platz - Mohammed Boulaouja Halbweltergewicht: 4. Platz - Yassine Elouarz Weltergewicht: Silber |

### Judo
| Mädchen - Fatine Rzal Klasse bis 52 kg: 9. Platz Mixed: 5. Platz (im Team Atlanta) | Jungen - Anwar Zrhari Klasse bis 81 kg: 9. Platz Mixed: Silber (im Team Athen) |

### Karate
Jungen
- Oussama Edari
Kumite bis 61 kg: Bronze
- Yassine Sekouri
Kumite bis 68 kg: Silber
- Nabil Ech-Chaabi
Kumite über 68 kg: Silber

### Leichtathletik
| Mädchen - Meryeme Azrour 1500 m: 5. Platz | Jungen - Mohamed Abouettahery 800 m: 5. Platz - Anass Essayi 1500 m: Silber - Abderrazzak Mouzdahir 110 m Hürden: 4. Platz - Hamza Sekhmani 2000 m Hindernis: DNF |

### Ringen
Mädchen
- Zineb Ech-Chabki
Freistil bis 49 kg: 4. Platz

### Schwimmen
Jungen
- Samy Boutouil
50 m Brust: 15. Platz
100 m Schmetterling: 35. Platz
- Ahmed Fliyou
50 m Brust: 23. Platz

### Segeln
Jungen
- Jonas Ouahmid
Kiteboarding: 11. Platz

### Taekwondo
Mädchen
- Safia Salih
Klasse bis 55 kg: Silber
- Fatima-Ezzahra Aboufaras
Klasse über 63 kg: Gold